# Józef Chyliński
Józef Chyliński (ur. 20 października 1904 w Jabłonowie Pomorskim, zm. 9 czerwca 1985 w Toronto) – podpułkownik piechoty Wojska Polskiego, członek ruchu oporu podczas II wojny światowej, jeden z dowódców Pomorskiego Okręgu Służby Zwycięstwu Polski (później Związku Walki Zbrojnej i w końcu Armii Krajowej).

## Życiorys
Urodził się w rodzinie Antoniego i Weroniki z domu Cicha. Był bratem Franciszka (1898–1985), Marii po mężu Syga i Jadwigi, po mężu Wojtowicz.
W 1925, po zdaniu matury, został przyjęty do Szkoły Podchorążych w Warszawie. W następnym roku rozpoczął naukę w Oficerskiej Szkole Piechoty w Ostrowi Mazowieckiej. 15 sierpnia 1928 prezydent RP mianował go podporucznikiem ze starszeństwem z 15 sierpnia 1928 i 28. lokatą w korpusie oficerów piechoty, a minister spraw wojskowych wcielił do 58 pułku piechoty w Poznaniu.
Na stopień kapitana został mianowany ze starszeństwem z 1 stycznia 1936 i 277. lokatą w korpusie oficerów piechoty. W marcu 1939 w dalszym ciągu pełnił służbę w 58 pp na stanowisku dowódcy 1 kompanii karabinów maszynowych. 24 sierpnia 1939, w czasie mobilizacji, objął dowództwo baonu strzelców nr 6. Na jego czele walczył w kampanii wrześniowej.
Aresztowany przez UB w 1945, zwolniony w 1947. Od 1948 na emigracji w Kanadzie. Zmarł w 1985.
Zmarł 9 czerwca 1985 w Toronto. 25 kwietnia 1987 jego prochy zostały złożone na cmentarzu Doły w Łodzi.
W sierpniu 1939 w Warszawie zawarł związek małżeński z Ireną Jankowską, z którą miał syna Zygmunta (ur. 1939). Żona i syn zginęli w czasie powstania warszawskiego, przysypani gruzami przy ul. Marszałkowskiej.

## Ordery i odznaczenia
- Krzyż Srebrny Orderu Virtuti Militari – 7 lutego 1945 przez dowódcę AK
- Krzyż Walecznych – 1 lutego 1944 przez komendanta Okręgu AK Pomorze
- Złoty Krzyż Zasługi z Mieczami – 7 lutego 1942 przez dowódcę AK